# Scott Patterson

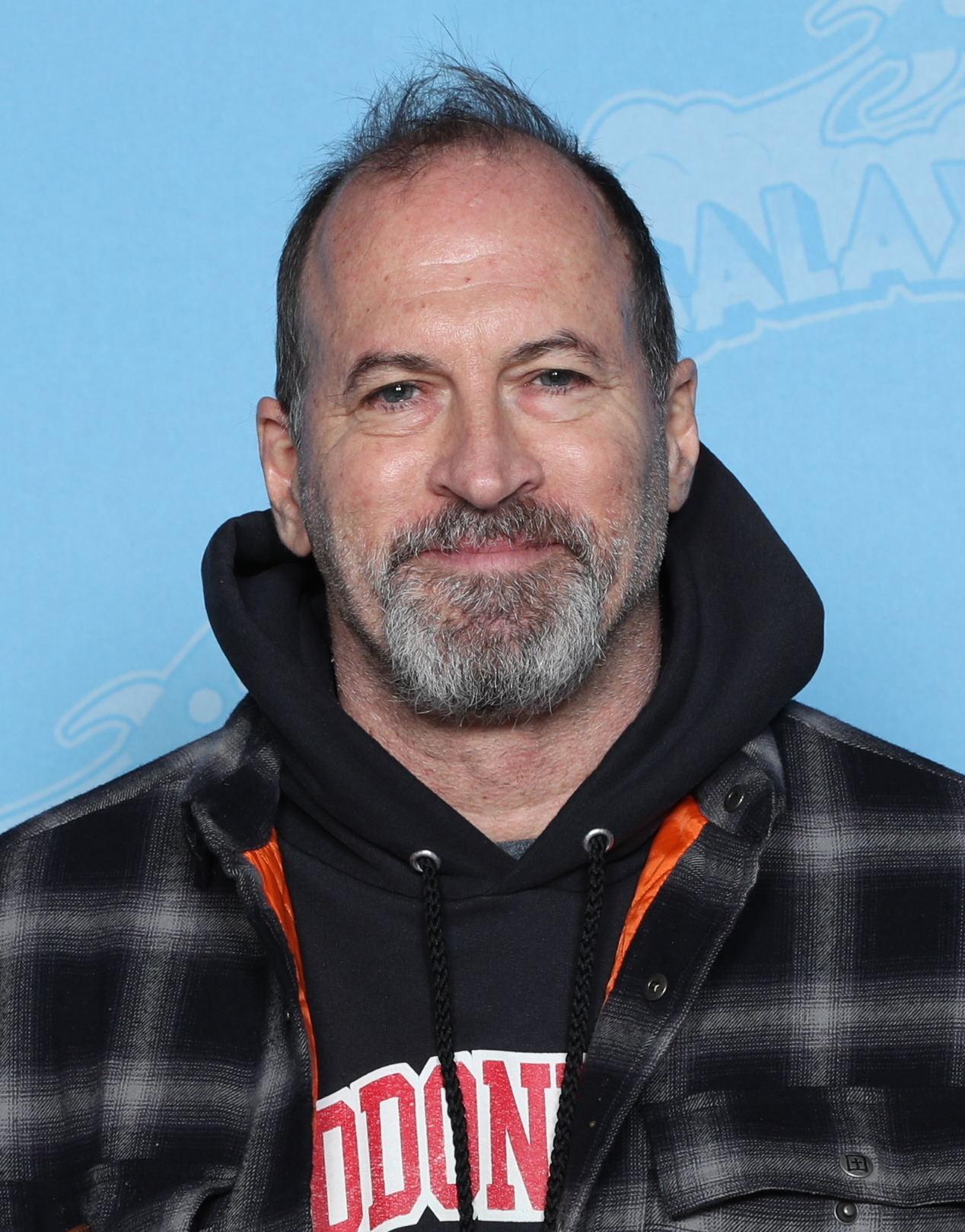
Scott Patterson (2020)

Scott Gordon Patterson (* 11. September 1958 in Philadelphia, Pennsylvania) ist ein US-amerikanischer Schauspieler und Sportler.

## Karriere
Bevor Patterson zur Schauspielerei kam, war er professioneller Pitcher (Werfer) in der Minor League Baseball. Er spielte für die New York Yankees, die Texas Rangers und die Los Angeles Dodgers. Er wurde auch in die Major League berufen, kam dort aber nicht zum Spieleinsatz.
Schließlich beendete Patterson diese Karriere. Nachdem er ein Jahr lang durch Europa gereist war, nahm er Schauspielunterricht im renommierten New Yorker The Actors Studio.
Patterson gab 1994 in der Filmkomödie Little Big Boss sein Schauspieldebüt. Danach war er neben Patrick Swayze in dem Drama Three Wishes (1995) und neben Penelope Ann Miller in Rhapsody in Bloom (1998) zu sehen. Im Fernsehen spielte er unter anderem in Seinfeld (1995) und Will & Grace (1999) mit. 2000 schaffte er seinen Durchbruch mit der Rolle des Luke Danes in der Erfolgsserie Gilmore Girls.
Von 2007 bis 2008 spielte Patterson in der US-Serie Aliens in America mit, die über 18 Episoden produziert wurde. Dort spielte er die Rolle des Familienvaters Gary Tolchuk. Diese Serie handelte von einem pakistanischen Austauschstudenten, der in eine christliche Familie nach Wisconsin kommt. Ferner konnte man Patterson in der Rolle des Special Agent Strahm in Saw IV und Saw V sehen. Weitere Film- und Fernsehprojekte folgten.

## Filmografie (Auswahl)
- 1992: Intent to Kill
- 1994: Little Big Boss (Little Big League)
- 1994: Alien Nation: Dark Horizon (Fernsehfilm)
- 1995: Sein Name war Haß (A Boy Called Hate)
- 1995: Das Geheimnis der drei Wünsche (Three Wishes)
- 1995: Seinfeld (Fernsehserie, Episode 7x09)
- 1996: Them – Die den Tod bringen (Them, Fernsehfilm)
- 1998: Familienchaos (Rhapsody in Bloom, Fernsehfilm)
- 1999: Will & Grace (Fernsehserie, Episode 2x03)
- 2000–2007: Gilmore Girls (Fernsehserie, 154 Episoden)
- 2007: Kick It Like Sara (Her Best Move)
- 2007: Saw IV
- 2007–2008: Aliens in America (Fernsehserie, 18 Episoden)
- 2008: Saw V
- 2009: Saw VI
- 2010: 90210 (Fernsehserie, 3 Episoden)
- 2010: Concrete Canyons (Fernsehfilm)
- 2010: The Event (Fernsehserie, 16 Episoden)
- 2011: CSI: Miami (Fernsehserie, Episode 10x05)
- 2012: A Beer Tale
- 2012: Love at the Christmas Table (Fernsehfilm)
- 2013: Meth Head
- 2014: Soldiers of Abu Ghraib
- 2015: Kidnapped: The Hannah Anderson Story (Fernsehfilm)
- 2015: Other People’s Children
- 2016: Gilmore Girls: Ein neues Jahr (Gilmore Girls: A Year in the Life, Miniserie, 4 Folgen)
- 2017: Yellow Fever
- 2018: Con Man – Aufstieg und Fall des Barry Minkow (Con Man)
- seit 2023: Sullivan’s Crossing (Fernsehserie)